# Deilephila

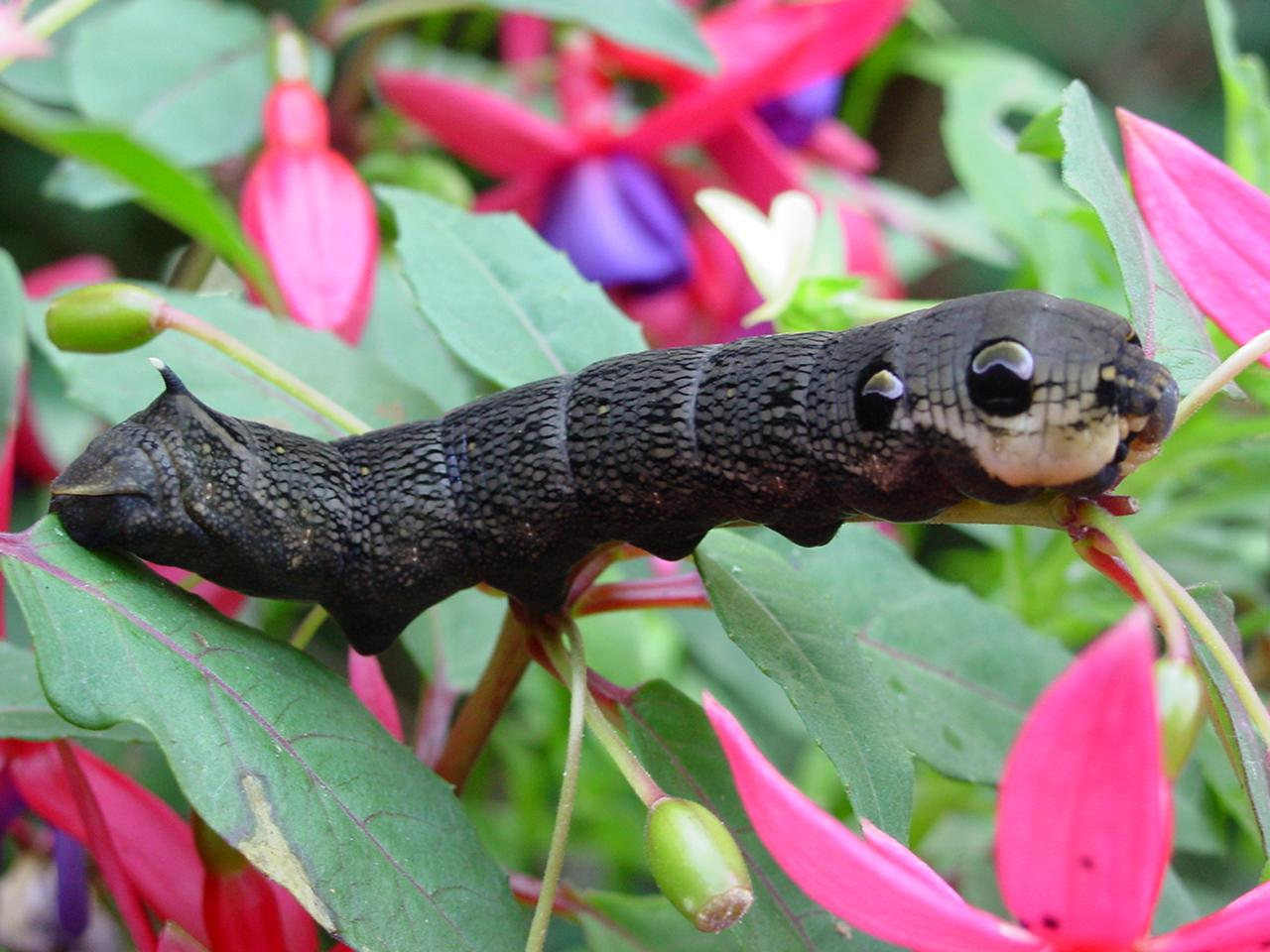
Raupe des Mittleren Weinschwärmers

Deilephila ist eine Gattung innerhalb der Schmetterlingsfamilie der Schwärmer (Sphingidae). Es sind vier Arten aus der Paläarktis bekannt, zwei davon kommen auch in Europa vor.

## Merkmale
Die Labialpalpen der Imagines sind rau und haben seitlich Haare. Die Beschuppung auf der Innenseite gleicht der von Hyles. Die Wimpern sind deutlicher ausgebildet als bei der Gattung Hyles. Die Fühler der Weibchen sind keulenförmig verdickt, die der Männchen fast fadenförmig. Das letzte Glied ist kurz. Der Hinterleib trägt zahlreiche Stacheln, die aber weniger stark chitinisiert sind, als bei Hyles.
Die kugeligen Eier sind blassgrün glänzend.
Die Raupen besitzen nicht die typische Schwärmerform. Das Analhorn ist stark reduziert, oder fehlt vollständig und die Thoraxsegmente und der Kopf können in die ersten beiden Hinterleibssegmente eingezogen werden. Diese tragen jeweils ein Paar Augenflecken. An den Seiten des Körpers befinden sich schräge Streifen.
Die Puppen sehen denen der Gattungen Hippotion und Theretra ähnlich, besitzen aber auf der Oberseite der beweglichen Hinterleibssegmente jeweils einen Ring aus feinen, Häkchen. Der Saugrüssel ist mit dem Körper verbunden, der Kremaster ist dreieckig und nach unten gekrümmt. Er besitzt keine Stacheln am Ende.

## Lebensweise
Die Raupen ernähren sich hauptsächlich von krautigen Pflanzen aus den Familien der Rötegewächse (Rubiaceae) und Nachtkerzengewächse (Onagraceae).

## Systematik
- Mittlerer Weinschwärmer (Deilephila elpenor) (Linnaeus, 1758) A, CH, D
- Kleiner Weinschwärmer (Deilephila porcellus) (Linnaeus, 1758) A, CH, D
- Deilephila askoldensis (Oberthür, 1879)
- Deilephila rivularis (Boisduval, 1875)
- Deilephila suellus (Staudinger, 1878)

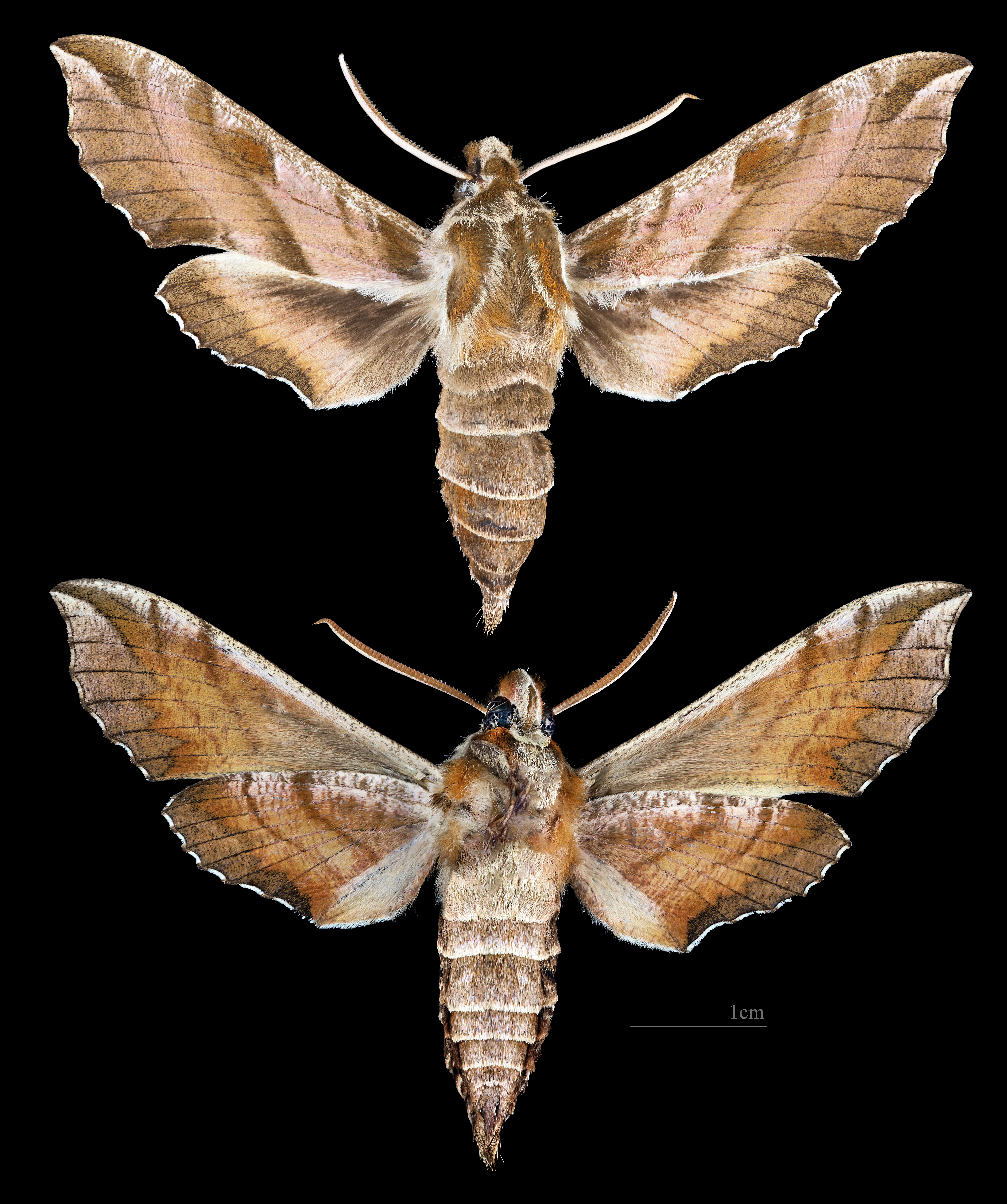
Deilephila askoldensis
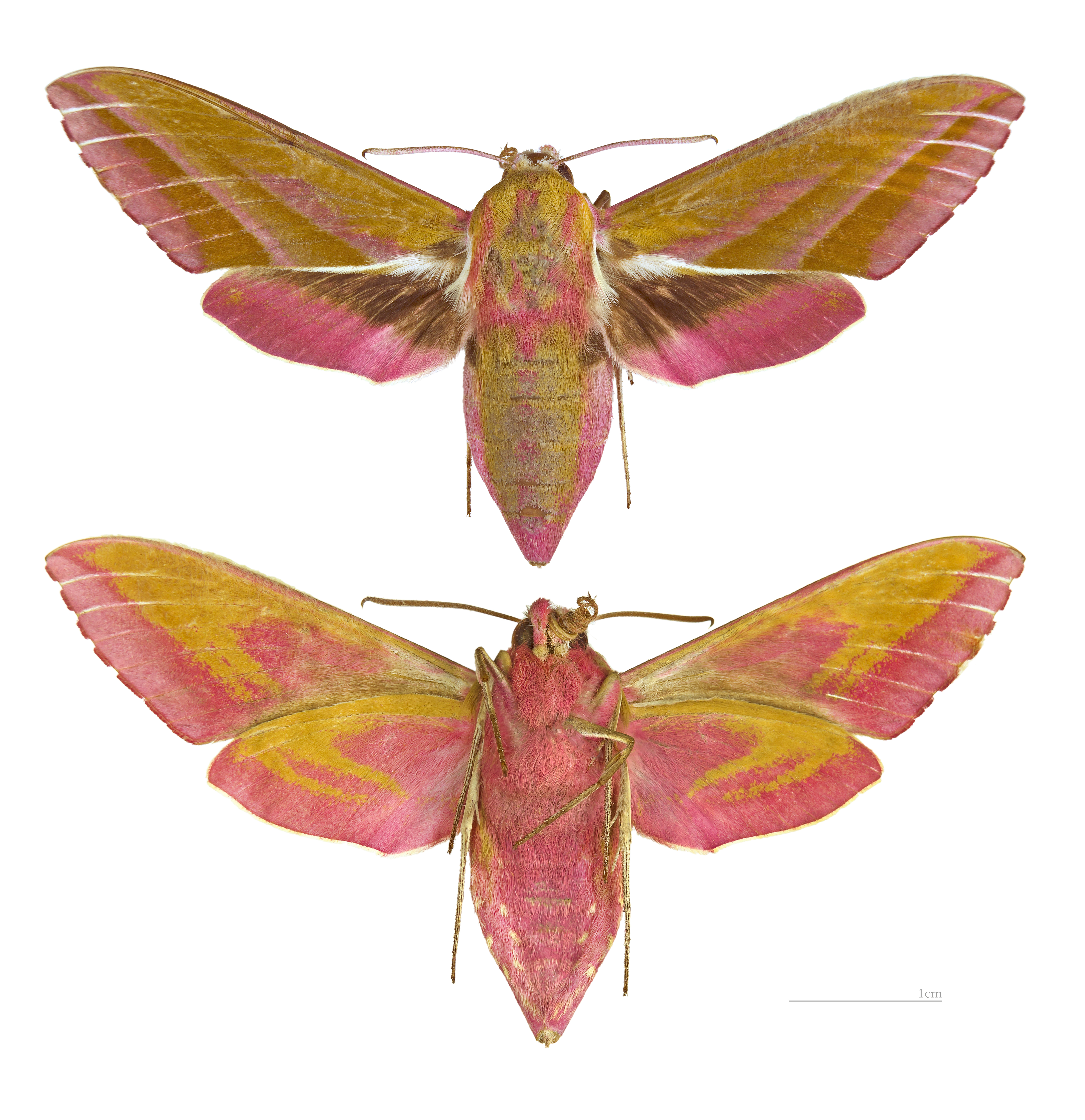
Deilephila elpenor
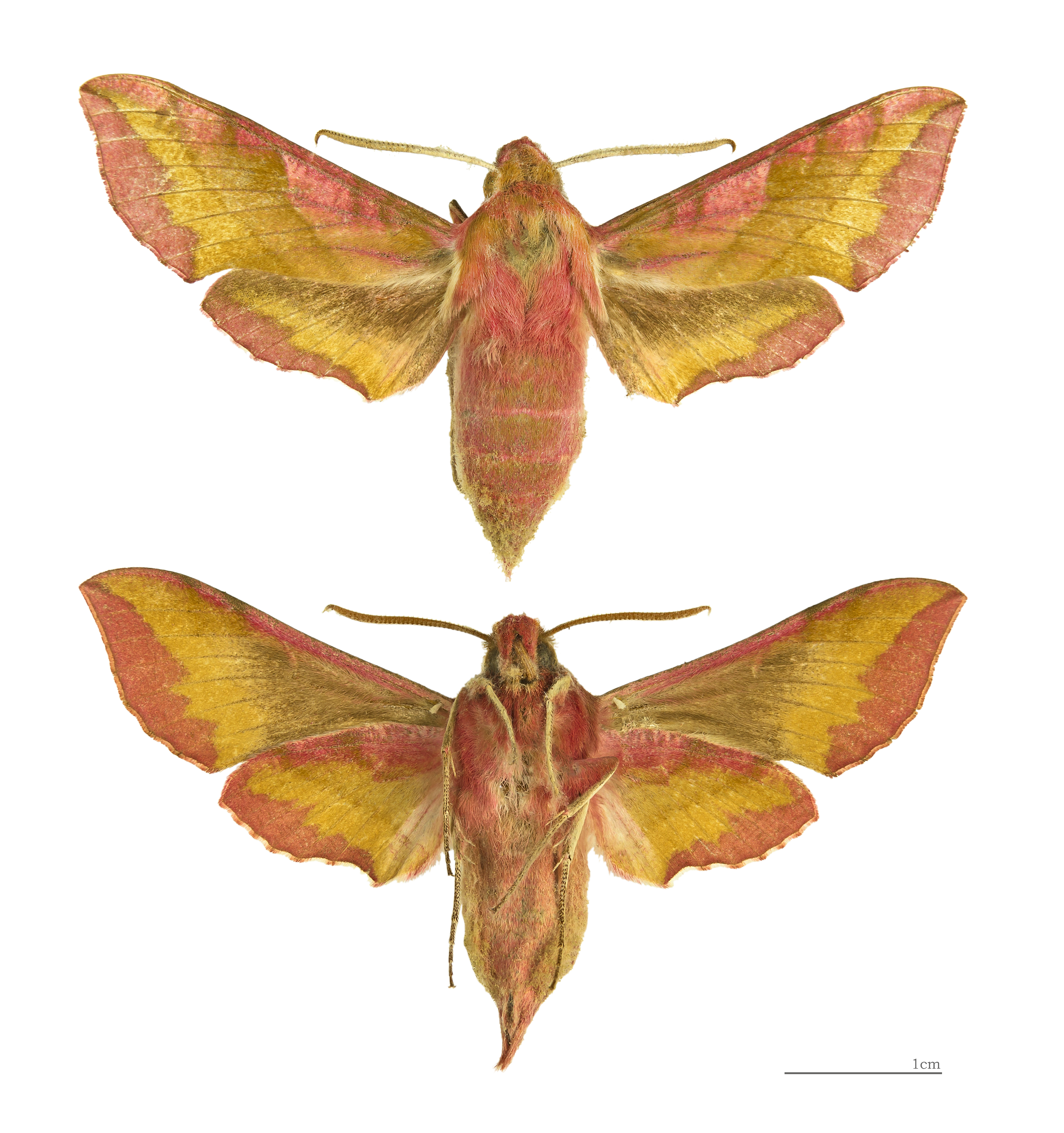
Deilephila porcellus